# Мирзазаде, Сирус Ядулла оглы
Мирзазаде Сирус Ядулла оглы (азерб. Sirus Yədulla oğlu Mirzəzadə; род. 1 января 1944 год, Баку, СССР) — азербайджанский художник, член Союза Художников Азербайджана, Народный Художник Азербайджанской Республики (2018).

## Биография
Сирус Мирзазаде родился 1 января 1944 года в городе Баку. После окончания средней школы, в 1966 году он окончил Бакинское Художественное училище имени Азима Азимзаде. В 1972 году он окончил Московскую Высшую художественную школу. В тот же год был принят членом в Союз художников Азербайджана.
Начиная с 1970-х годов художник работает как в монументально-декоративной, так и в области станковой живописи, и эти две сферы деятельности объединены в его творчестве. Художник является известным представителем азербайджанской школы живописи. Он является художником, который вносит особый вклад в обогащение современного искусства Азербайджана. В своём творчестве Сирус Мирзазаде создал синтез традиционного и современного, объединил национальное и межнациональное.
За долгий период своей творческой деятельности художник создал множество работ. С 1972 года ему регулярно присуждают множество наград на республиканских, всесоюзных и международных выставках. Персональные выставки проводились в 1987 году в Баку и Москве, в 1995 году во Франции и Турции.
Работы Мирзазаде выставлялись в Азербайджане, России, Иране, Турции, Германии, Нидерландах, Норвегии, Франции, Кубе, Румынии, Болгарии, Венгрии, Сирии, Объединенных Арабских Эмиратах, Великобритании, США и Италии. Его работы хранятся в музеях и частных коллекциях.
В настоящее время Сирус Мирзазаде занимается педагогической деятельностью в Азербайджанской государственной академии художеств.

## Награды
В 1996 году награжден премией Хумай («Humay»).
В 2002 году удостоен звания «Заслуженный художник Азербайджанской Республики».
27 мая 2018 года удостоен звания «Народный художник Азербайджанской Республики».